# Khaprabagge
Khaprabagge (Trogoderma granarium) är en skalbaggsart som beskrevs av Everts 1899. Khaprabagge ingår i släktet Trogoderma och familjen ängrar. Arten är reproducerande i Sverige. Inga underarter finns listade i Catalogue of Life.

## Bildgalleri

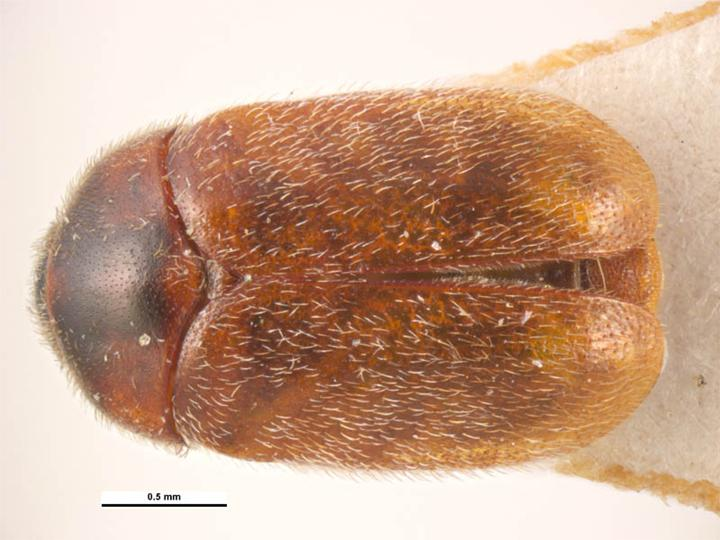
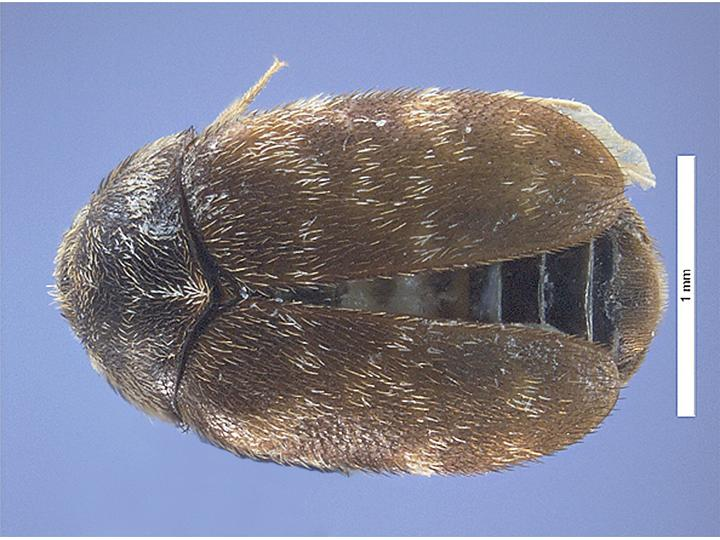
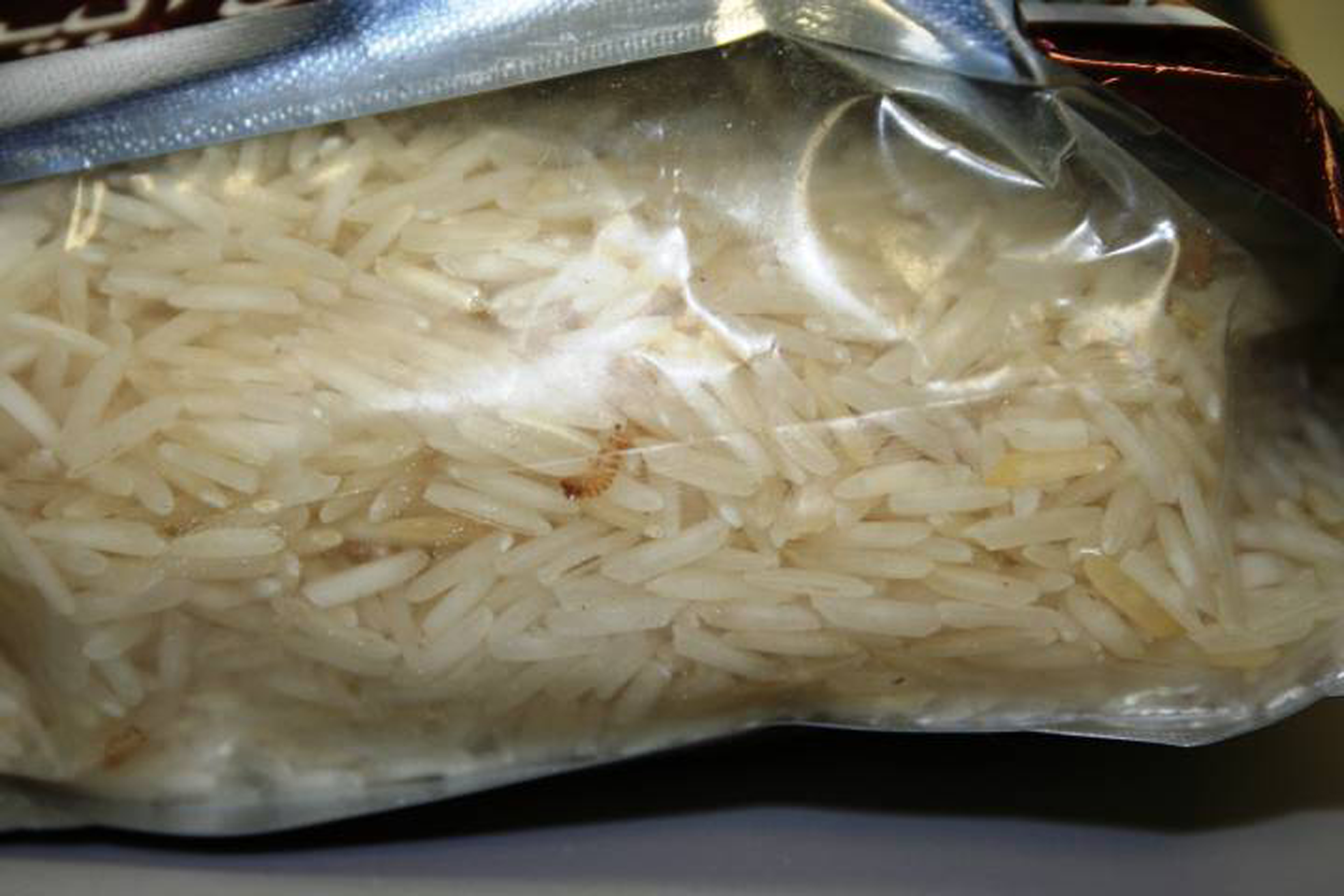